# Hermann Goldschmidt
Hermann Mayer Salomon Goldschmidt (n. 17 iunie 1802, Frankfurt, Germania – d. 26 aprilie 1866, Fontainebleau, Franța) a fost un astronom germano-francez și pictor care și-a petrecut o mare parte a vieții sale în Franța. Inițial a fost pictor, dar după participarea sa la o prelegere ținută de către celebrul astronom francez Urbain Le Verrier s-a ocupat mai mult de astronomie. În 1852 a descoperit asteroidul Lutetia. Până în 1861 Goldschmidt a descoperit 14 de asteroizi. El a primit Medalia de Aur a Societății Astronomice Regale în 1861 pentru că descoperise mai mulți asteroizi decât oricare altă persoană de până în acel moment. A murit de complicații ale diabetului zaharat.

## Lisa asteroizilor descoperiți
| 21 Lutetia   | 15 noiembrie 1852   |
| 32 Pomona    | 26 octombrie 1854   |
| 36 Atalante  | 5 octombrie 1855    |
| 40 Harmonia  | 31 martie 1856      |
| 41 Daphne    | 22 mai 1856         |
| 44 Nysa      | 27 mai 1857         |
| 45 Eugenia   | 27 iunie 1857       |
| 48 Doris     | septembrie 19, 1857 |
| 49 Pales     | septembrie 19, 1857 |
| 52 Europa    | februarie 4, 1858   |
| 54 Alexandra | 10 septembrie 1858  |
| 56 Melete    | 9 septembrie 1857   |
| 61 Danaë     | 9 septembrie 1860   |
| 70 Panopaea  | 5 mai 1861          |